# Iwan Jadeschka

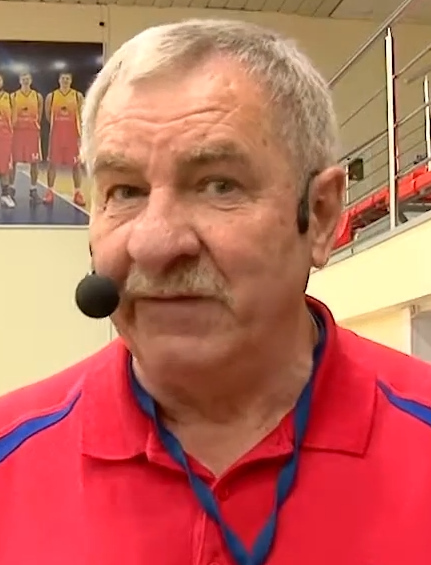

Iwan Iwanowitsch Jadeschka (belarussisch Іван Ядэшка; russisch Иван Иванович Едешко; * 25. März 1945 in Stetski, Rajon Hrodna, Weißrussische SSR) ist ein ehemaliger sowjetischer Basketballspieler, der 1972 Olympiasieger und 1974 Weltmeister war.

## Sportliche Karriere
Der 1,96 m große Point Guard Iwan Jadeschka begann seine Karriere bei Spartak Minsk und wechselte erst 1971 zu ZSKA Moskau, wo er bis 1977 blieb. Von 1977 an spielte er meist bei ZSKA Kiew, war aber 1979/1980 noch einmal bei ZSKA Moskau. Mit ZSKA Moskau gewann er acht sowjetische Meistertitel.
Von 1971 bis 1979 gehörte Jadeschka bei fast allen großen Turnieren zum Kader der sowjetischen Nationalmannschaft. Bei der Europameisterschaft 1971 in der Bundesrepublik Deutschland traf die Mannschaft aus der UdSSR im Finale auf die Jugoslawen und siegte mit 69:64. Jadeschka erzielte in sieben Spielen 58 Körbe, davon sechs im Finale.
Bis einschließlich 1968 hatte bei olympischen Basketballturnieren immer die Mannschaft aus den Vereinigten Staaten gewonnen. Bei den Olympischen Spielen 1972 in München gewann die US-Mannschaft ihre Vorrundengruppe und die sowjetische Mannschaft die zweite Vorrundengruppe jeweils ohne Niederlage. Beide Mannschaften gewannen auch ihr Halbfinale und trafen am 9. September im Finale aufeinander. Die Amerikaner verlegten sich auf eine sehr defensive Taktik, lagen aber trotzdem bei Halbzeit mit 21:26 hinten. Sechs Sekunden vor Schluss traf der Amerikaner Doug Collins und brachte seine Mannschaft mit 50:49 in Führung. Anschließend ertönte die Schluss-Sirene. Nach Protesten der sowjetischen Mannschaft wurde die Uhr auf drei Sekunden Restspielzeit gestellt und in den letzten drei Sekunden passte Jadeschka den Ball zu Alexander Below, der den Treffer zum 51:50 erzielte. Nun protestierten die Amerikaner, aber die Jury bestätigte den Sieg der sowjetischen Mannschaft. Jadeschka warf in neun Spielen 49 Punkte.
Bei der Europameisterschaft 1973 in Spanien verpasste die sowjetische Mannschaft mit einer Halbfinalniederlage gegen Spanien erstmals seit 1955 den Finaleinzug und erhielt Bronze nach einem 90:58 gegen die tschechoslowakische Mannschaft. Jadeschka erzielte in acht Spielen 58 Punkte. Im Jahr darauf fand die Weltmeisterschaft 1974 in Puerto Rico statt. Gastgeber Puerto Rico und Titelverteidiger Jugoslawien waren direkt für die Finalrunde qualifiziert, hinzu kamen sechs Mannschaften, die sich über die Vorrunde qualifiziert hatten. Die Mannschaft aus der UdSSR hatte sich zusammen mit den Brasilianern in der Vorrundengruppe 1 durchgesetzt. In der Finalrunde siegten die Jugoslawen mit 82:79 gegen die Sowjetunion, die Mannschaft aus den Vereinigten Staaten gewann mit 91:88 gegen Jugoslawien. Im letzten Spiel musste die Mannschaft aus der UdSSR mit mehr als drei Punkten Vorsprung gegen die US-Auswahl gewinnen, um Weltmeister zu werden, es wurde ein 105:94. Jadeschka erzielte 78 Punkte in neun Spielen, darunter vier gegen die Vereinigten Staaten.
Bei der Europameisterschaft 1975 in Jugoslawien gab es eine Finalrunde, im letzten Spiel trafen die bis dahin ungeschlagenen Mannschaften Jugoslawiens und der UdSSR aufeinander und die Jugoslawen siegten mit 90:84. Jadeschka warf 38 Punkte in sieben Spielen, davon 14 gegen die Jugoslawen. Im Jahr darauf fanden in Montreal die Olympischen Spiele statt. Die Mannschaft der UdSSR gewann ihre Vorrundengruppe vor den Kanadiern. Im Halbfinale unterlag die sowjetische Mannschaft den Jugoslawen, konnte aber die Bronzemedaille durch einen 100:72-Sieg gegen Kanada erkämpfen. Jadeschka erzielte in sieben Spielen 51 Punkte.
Zwei Jahre später fand in Manila die Weltmeisterschaft 1978 statt. Gastgeber Philippinen und der Titelverteidiger aus der Sowjetunion waren direkt für die Finalrunde qualifiziert, sechs Mannschaften kamen über die Vorrunde hinzu. In der Finalrunde siegten die Jugoslawen in allen Spielen, gegen die Sowjetunion endete das Spiel 105:92. Die beiden Erstplatzierten der Finalrunde trafen im Finale noch einmal aufeinander und die Jugoslawen siegten hier mit 82:81 über die Mannschaft aus der UdSSR. Iwan Jadeschka warf 56 Punkte in acht Spielen, davon vier im Finale. Zum Abschluss seiner internationalen Karriere nahm er an der Europameisterschaft 1979 in Italien teil. Die letzten drei Titel hatten die Jugoslawen gewonnen, die diesmal nur Dritte wurden. Im Finale traf die Mannschaft aus der UdSSR auf Israel und gewann mit 98:76, wobei mit Sergei Below, Iwan Jadeschka und Älschan Scharmuchamedow noch drei Spieler dabei waren, die schon acht Jahre zuvor beim letzten Europameistertitel für die Sowjetunion mitwirkten. Jadeschka erzielte 20 Punkte in acht Spielen.
2017 wurde Jadeschka vom NOK Weißrusslands mit einer Ehrenurkunde geehrt.